# Jagdalpur
Jagdalpur là một thành phố và khu đô thị của quận Bastar thuộc bang Chhattisgarh, Ấn Độ.

## Địa lý
Jagdalpur có vị trí 19°04′B 82°02′Đ / 19,07°B 82,03°Đ Nó có độ cao trung bình là 552 mét (1811 feet).

## Nhân khẩu
Theo điều tra dân số năm 2001 của Ấn Độ, Jagdalpur có dân số 73.687 người. Phái nam chiếm 51% tổng số dân và phái nữ chiếm 49%. Jagdalpur có tỷ lệ 74% biết đọc biết viết, cao hơn tỷ lệ trung bình toàn quốc là 59,5%: tỷ lệ cho phái nam là 79%, và tỷ lệ cho phái nữ là 68%. Tại Jagdalpur, 12% dân số nhỏ hơn 6 tuổi.